# Aeroporto Internazionale di Mykolaïv
L'Aeroporto Internazionale di Mykolaïv (in ucraino Миколаївський міжнародний аеропорт?) (IATA: NLV, ICAO: UKON) è lo scalo aeroportuale della città di Mykolaïv che serve il capoluogo e l'area dell'omonima oblast in Ucraina.

## Storia

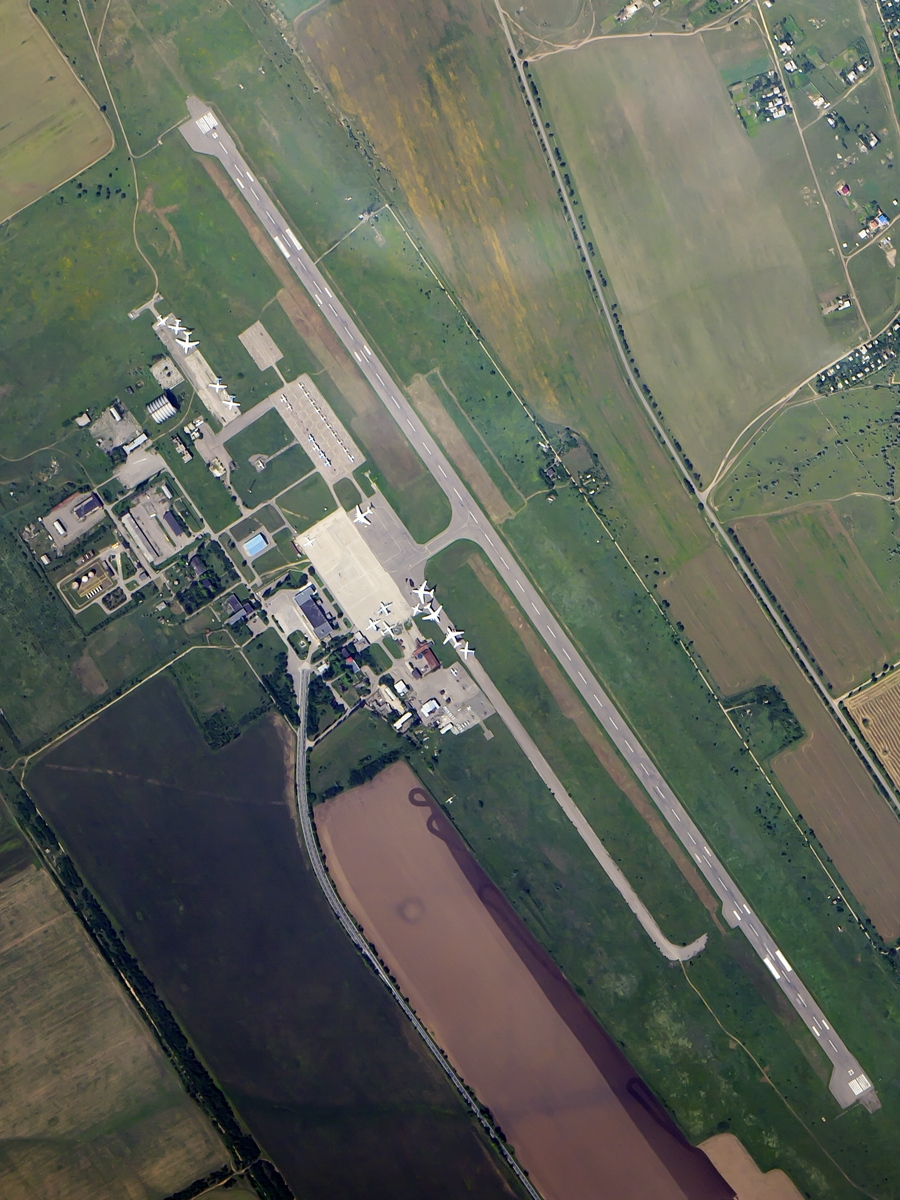
Vista aerea dell'aeroporto

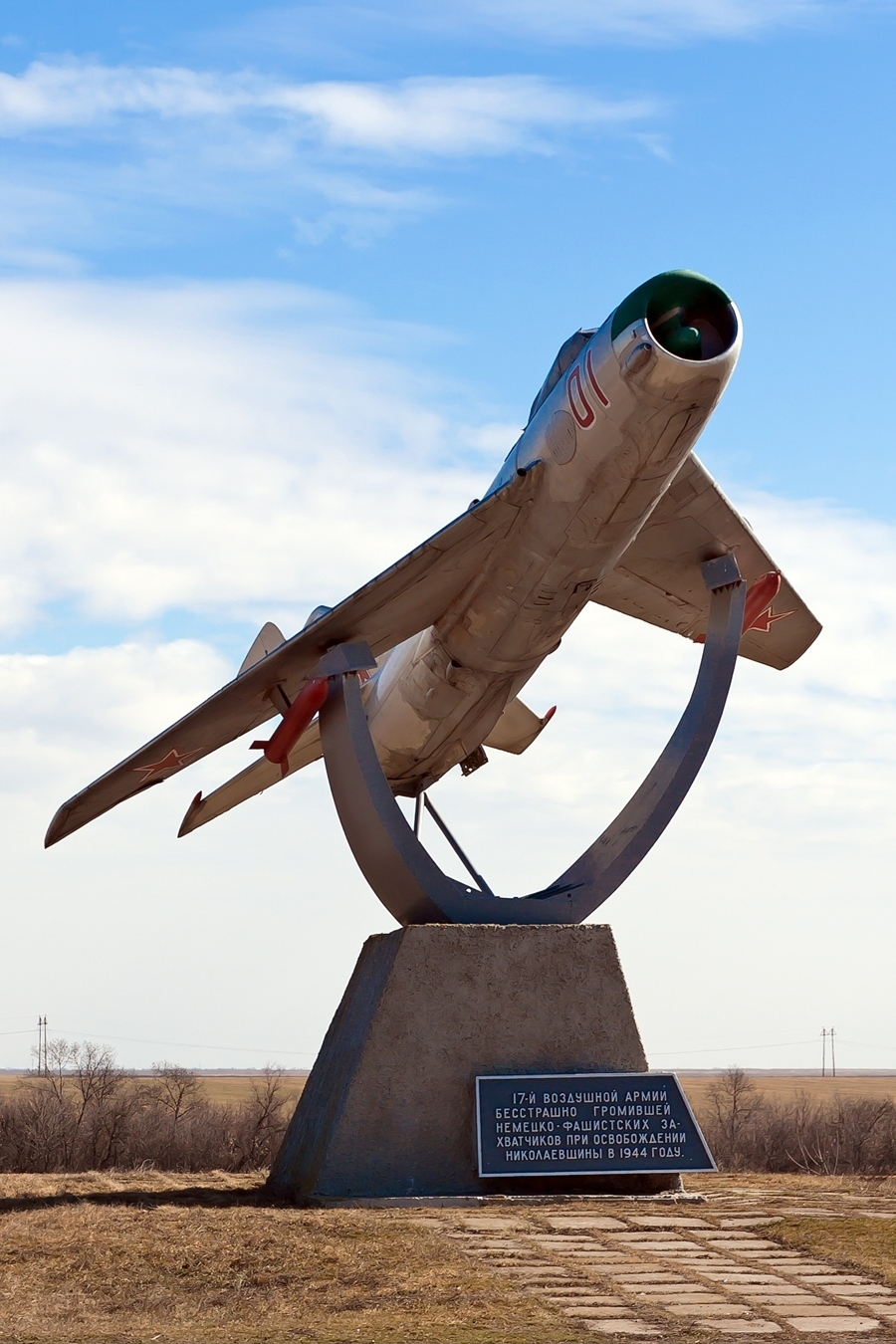
Un MiG-19/J-6 monumentato nell'area aeroportuale.

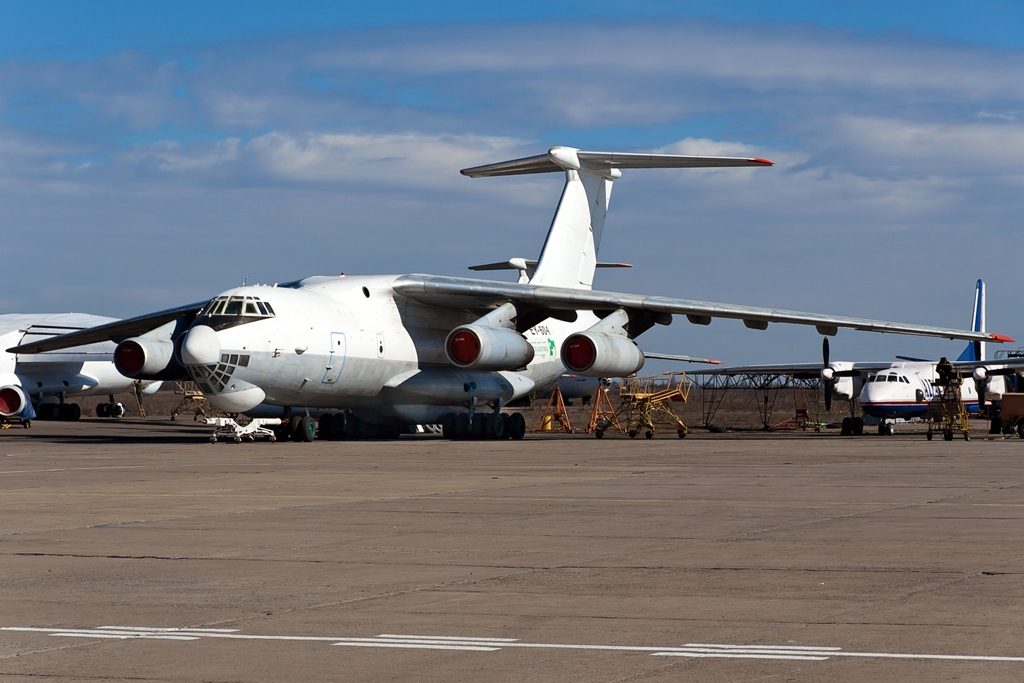
Ilyushin Il-76 sulla pista dell'aeroporto

L'aeroporto è stato costruito durante la seconda guerra mondiale per esigenze militari nel 1944 ed è stato a lungo utilizzato dall'Aviazione Militare Sovietica.
A partire dagli anni sessanta è stato trasformato in un aeroporto civile e la sua pista è stata adeguata per i nuovi aerei di linea.
Lo scalo è divenuto internazionale dopo la dissoluzione dell'Unione Sovietica nel 1992. Col nuovo millennio è iniziato il processo di privatizzazione e la Oblast' di Mykolaïv ha emesso i primi provvedimenti in merito che poi in parte sono stati aggiornati con la decisione di rendere l'aeroporto una società per azioni.
Nel secondo decennio de XXI secolo è arrivato alla capacità di movimentare sino a 400 passeggeri all'ora e poi il traffico è lentamente e progressivamente calato.

## Descrizione
L'aeroporto è uno dei più importanti dell'area sud dell'Ucraina.
La struttura è posta all'altitudine di 56 m s.l.m. (184 ft), costituita da un terminal passeggeri, una torre di controllo e da due piste, la principale, con superficie in conglomerato bituminoso, lunga 2 572 m e larga 42 m (8 438 x 138 ft) con orientamento 05R/23L, equipaggiata con dispositivi di assistenza all'atterraggio e dedicata al normale traffico aereo commerciale, alla quale è affiancata la 05L/23R, più corta (1800 x 76 m) e con fondo in erba.
Tra le compagnie aeree che vi fanno scalo ci sono la SkyUp Airlines e la Motor Sich Airlines.
Con l'invasione russa dell'Ucraina del 2022 lo spazio aereo ai voli civili è stato chiuso.

## Statistiche
Questo grafico non è disponibile a causa di un problema tecnico.
Si prega di non rimuoverlo.
Vedi la query Wikidata di origine.